# Maján
Maján ist ein Ort und eine Gemeinde (municipio) mit nur noch 9 Einwohnern (Stand: 2024) im Osten der Provinz Soria in der Autonomen Gemeinschaft Kastilien-León. Die Gemeinde gehört zur bevölkerungsarmen Serranía Celtibérica.

## Lage
Der Ort Maján liegt auf der Westseite des Iberischen Gebirges in der von Felsen und Hügeln durchsetzten Hochebene (meseta) im Osten der Provinz Soria in einer Höhe von ca. 1145 m. Die Entfernung zur nordwestlich gelegenen Provinzhauptstadt Soria beträgt gut 60 km (Fahrtstrecke). Der kleine aber historisch bedeutsame Ort Almazán liegt nur etwa 25 km in westlicher Richtung entfernt. Das Klima ist gemäßigt; Regen (ca. 500 mm/Jahr) fällt überwiegend im Winterhalbjahr.

## Bevölkerungsentwicklung
| Jahr      | 1857 | 1900 | 1950 | 2000 | 2019 |
| Einwohner | 351  | 294  | 242  | 18   | 10   |

Die zunehmende Mechanisierung der Landwirtschaft, die Aufgabe bäuerlicher Kleinbetriebe (Höfesterben) und der daraus resultierende Verlust an Arbeitsplätzen haben in hohem Maße zum deutlichen Rückgang der Bevölkerung beigetragen (Landflucht).

## Wirtschaft
Die Gemeinde lebte jahrhundertelang ausschließlich vom Getreideanbau (Gerste und Weizen), der hauptsächlich zur Selbstversorgung betrieben wurde; Gemüse wurde in den Hausgärten angebaut. Auch Viehhaltung (Schafe, Ziegen, Hühner) fand in geringem Maße statt. Der Ort Maján diente als merkantiles, handwerkliches und kulturelles Zentrum für die inzwischen zumeist verschwundenen Weiler (pedanías) und Einzelgehöfte (fincas) in seiner Umgebung. Heute spielt die Landwirtschaft immer noch die wichtigste Rolle, doch sind auch geringfügige Einnahmen aus dem Tourismus (Vermietung von Ferienwohnungen) zu verzeichnen.

## Geschichte
Nach der arabisch-maurischen Eroberung entvölkerten sich weite Gebiete im Norden der Iberischen Halbinsel. Im 10. Jahrhundert begann unter dem kastilischen Grafen Gonzalo Téllez die in der zweiten Hälfte des 11. Jahrhunderts unter Alfons VI. vollendete Rückeroberung (reconquista) Altkastiliens, die in der Einnahme der etwa 250 km (Luftlinie) weiter südwestlich gelegenen Stadt Toledo im Jahr 1085 ihren vorläufigen Höhepunkt fand. Wahrscheinlich in dieser Zeit wurde Maján von Siedlern aus dem christlichen Norden neu- oder wiederbesiedelt (repoblación); es gehörte später zum Verwaltungsbezirk der Villa y Tierra de Almazán.

## Sehenswürdigkeiten
- Im Ort selbst gibt es noch einige Lehmbauten.
- Größte Sehenswürdigkeit ist die ursprünglich spätromanische Iglesia de la Inmaculada Concepción, die jedoch im 17. oder 18. Jahrhundert größtenteils neugebaut und vergrößert wurde. Vom Ursprungsbau blieb lediglich das durch eine Vorhalle geschützte Archivoltenportal mit seinen eingestellten Säulen und Kapitellen erhalten. Die mittlere Archivolte zeigt die Figuren eines Bischofs und eines Drachentöters (Erzengel Michael oder hl. Georg); auch ein bogentragender Zentaur und andere Tierwesen sind zu erkennen.[5]
- Am Ortsrand befindet sich ein teilweise überdachter Waschplatz (lavadero) aus dem 19. Jahrhundert.